# Robert Gascoyne-Cecil, III marchese di Salisbury
Robert Arthur Talbot Gascoyne-Cecil, III marchese di Salisbury (Hatfield, 3 febbraio 1830 – Hatfield, 22 agosto 1903), è stato un nobile e politico britannico.
Tra i più importanti leader storici del Partito Conservatore, è stato Capo di tre governi Britannici: dal 23 giugno 1885 al 1º febbraio 1886, dal 3 agosto 1886 al 15 agosto 1892 e dal 12 giugno 1895 al 12 luglio 1902, nonché massimo esponente della politica britannica per oltre 14 anni, guadagnandosi una grande fama internazionale.
La sua politica inaugurò innanzitutto il periodo noto come splendido isolamento, ovvero un periodo in cui il Regno Unito si concentro di più sulle questioni interne, distaccandosi dalle politiche europee, nonché di un incremento della già incontrastata forza navale britannica e di espansione della Potenza Coloniale Britannica nel continente Africano.

## Biografia

### Infanzia ed educazione
Lord Robert Cecil era il figlio secondogenito di James Gascoyne-Cecil, II marchese di Salisbury. Nel 1840 si recò all'Eton College, dove eccelse in francese, tedesco, materie classiche e teologia. Dovette però lasciare il college nel 1845 a causa di un forte episodio di bullismo. Nel dicembre del 1847 venne accolto al Christ Church di Oxford, ove ricevette la laurea ad honorem in matematica a causa del suo stato di salute e per privilegio della sua condizione nobiliare. A Oxford si associò al Movimento di Oxford.

### Giovinezza
Nell'aprile del 1850 aderì al Lincoln's Inn, ma successivamente ne uscì. Il suo medico gli consigliò di viaggiare per la sua salute e pertanto dal luglio del 1851 sino al maggio 1853 Cecil attraversò la Colonia del Capo, l'Australia, la Tasmania e la Nuova Zelanda. Durante il suo primo viaggio ebbe modo di disprezzare i Boeri, scrivendo in una propria relazione che pareva impossibile dare libere istituzioni e un autogoverno funzionale alla Colonia del Capo, in quanto i Boeri erano presenti in numero tre volte superiore ai britannici e tale atto sarebbe stato unicamente "un legarsi le mani e i piedi nel potere degli Olandesi, che ci odiano quanto un popolo conquistato possa odiare i propri conquistatori".
Egli descrisse i Kaffir come "un bel genere di uomini – il cui linguaggio indica un'alta forma di civilizzazione", simile all'italiano. Essi erano "una razza intellettuale, con grande fermezza di volontà" ma "orribilmente immorali" in quanto legati al deismo. Visitando la miniera d'oro di Bendigo in Australia, così la descrisse: "qui non vi è che la metà del crimine e l'insubordinazione che ci sarebbe in un villaggio inglese con la stessa popolazione e la stessa ricchezza". In quell'occasione ebbe infatti modo di vedere come 10.000 minatori erano sorvegliati da appena quattro uomini armati di carabine, mentre a Mount Alexander 30.000 persone venivano invece protette da 200 poliziotti, con un prodotto di oltre 30.000 once d'oro a settimana. Da questi suoi resoconti emerge ad ogni modo come egli fosse convinto del fatto che "il governo spetta alla regina, non alla folla; dall'alto, non dal basso", lasciando trasparire la propria legittimazione al potere regio e la propria futura politica incentrata sul conservatorismo. Cecil così descrisse il popolo Maori della Nuova Zelanda: "I nativi sembrano essersi maggiormente convertiti ad essere cristiani che uomini bianchi". Durante questa visita un capo Maori offrì a Cecil cinque acri di terreno presso Auckland, ma egli declinò l'offerta.

### Matrimonio
Lord Salisbury nel 1857 sposò Georgina Alderson, figlia di Sir Edward Alderson, un giurista moderato di status sociale inferiore rispetto alla casata dei Cecil. Il matrimonio fu felice e la coppia ebbe otto figli.

### Membro del Parlamento
Tornato in Patria, Robert Cecil entrò alla Camera dei Comuni come membro del Partito Conservatore alle elezioni del 1853, quando venne eletto per la circoscrizione di Stamford nel Lincolnshire. Mantenne tale incarico sin quando non ebbe l'ingresso nella parìa nobiliare. Durante la campagna per la sua elezione si oppose all'educazione secolare come una tendenza "ultramontana" della Chiesa d'Inghilterra che "varia sensibilmente i principi della nostra costituzione". Egli promise di opporsi a "qualsiasi cosa che nel sistema rappresentativo possa turbare i reciproci poteri e la stabilità della nostra costituzione".
Nel dicembre del 1856 Cecil iniziò a pubblicare articoli sul Saturday Review, al quale contribuì anonimamente per i successivi nove anni. Dal 1861 al 1864 pubblicò 422 articoli su un totale di 602 pubblicati settimanalmente. Il Quarterly Review era il maggiore tra i giornali intellettuali dell'epoca e anch'esso accolse gli articoli di Cecil, sempre scritti anonimamente tra il 1860 ed il 1866. Scrisse anche articoli per il giornale quotidiano Tory Standard. Nel 1859 Cecil fu cofondatore del Bentley's Quarterly Review, assieme a J. D. Cook ed al reverendo William Scott, ma il giornale chiuse dopo appena quattro numeri.
Il Marchese di Salisbury criticò la politica estera di lord John Russell, accusandolo di "pretendere sempre sacrifici e niente per pace... colleghi, princìpi, placiti... una portentosa mistura di parole senza base... debole, timido e poco incline alla forza". Rassegnato commentò in più occasioni "siamo destinati ad essere governati.. da una serie di banderuole, delicatamente posizionate, tese a modificarsi ad ogni minimo cambiamento dell'opinione pubblica".

### Segretario di Stato per l'India
Nel 1866 lord Robert, ora Visconte Cranborne dopo la morte del fratello maggiore, entrò a far parte del terzo governo di Edward Smith-Stanley, XIV conte di Derby come Segretario di Stato per l'India.
Quando nel 1867 John Stuart Mill propose un tipo di rappresentazione proporzionale governativa, il Visconte Cranborne disse: "Non è nelle nostre consuetudini, non è adatto a noi, non ci appartiene. Sappiamo tutti che un provvedimento del genere non passerebbe mai".
Il 2 agosto, quando la Camera dei Comuni dibatté sulla carestia di Orissa in India, il Visconte Cranborne fece un intervento contro gli esperti di economia politica e del governo del Bengala. Utilizzando i Blue Books, lord Cecil criticò gli ufficiali di "camminare in un sogno... in una superba incoscienza, credendo che ciò che dovesse essere fatto era stato compiuto, e che loro avessero tutto sommato fatto del loro meglio senza sbagliare, e che non avessero dispiaciuto i loro immediati superiori, e che avessero compiuto il loro dovere nella loro stazione di competenza". Questi ufficiali, a sua detta, travisavano il senso della politica economica tramutandola in "una sorta di "feticcio".. sembrano aver dimenticato che la vita umana è di breve durata e che l'uomo non sopravvive senza cibo più di qualche giorno". Tre quarti degli abitanti, su una popolazione di un milione, morirono a causa del comportamento di questi ufficiali di governo, che preferirono "correre il rischio di perdere delle vite umane piuttosto che il denaro o le loro carriere". Il discorso pubblico tenuto dal Visconte Cranborne venne accolto con entusiasmo da entrambe le camere di governo e addirittura Mill attraversò la Camera dei Comuni dal suo posto per congratularsi personalmente con lui.

#### IlReform Actdel 1867
Quando le riforme parlamentari iniziarono però a farsi sentire pesantemente nella vita politica inglese, il Visconte Cranborne lavorò alacremente alle statistiche elettorali, al punto da divenirne uno tra i maggiori esperti del Regno Unito. Quando il Reform Bill di ispirazione liberale venne dibattuto nel 1866, Robert Cecil studiò i risultati dell'ultimo censimento per vagliare tutti gli effetti di ogni singolo punto della riforma sulle prospettive elettorali in ciascuna circoscrizione. Quando il Gabinetto di governo si riunì il 16 febbraio 1867, Disraeli diede voce alla sua volontà di supportare l'estensione del suffragio, illustrando le statistiche compilate da Robert Dudley Baxter, che mostravano come 330.000 persone avrebbero potuto ottenere il voto e che tutti, ad eccezione di 60.000, gli avrebbero garantito il voto. Il Visconte Cranborne studiò le statistiche di Baxter ed il 21 febbraio incontrò Lord Carnarvon, il quale scrisse nel suo diario: "Egli è fermamente convinto che Disraeli ci stia ingannando, che sta tentando di convertirci alla sua visione dei fatti, che Lord Derby è nelle sue mani e che l'atto che si sta proponendo sia stato attentamente pianificato da lui". I due si accordarono per "una sorta di alleanza offensiva e difensiva sulla questione nel Gabinetto di governo" per "prevenire che il Gabinetto di governo adotti delle leggi con conseguenze fatali per la nazione".

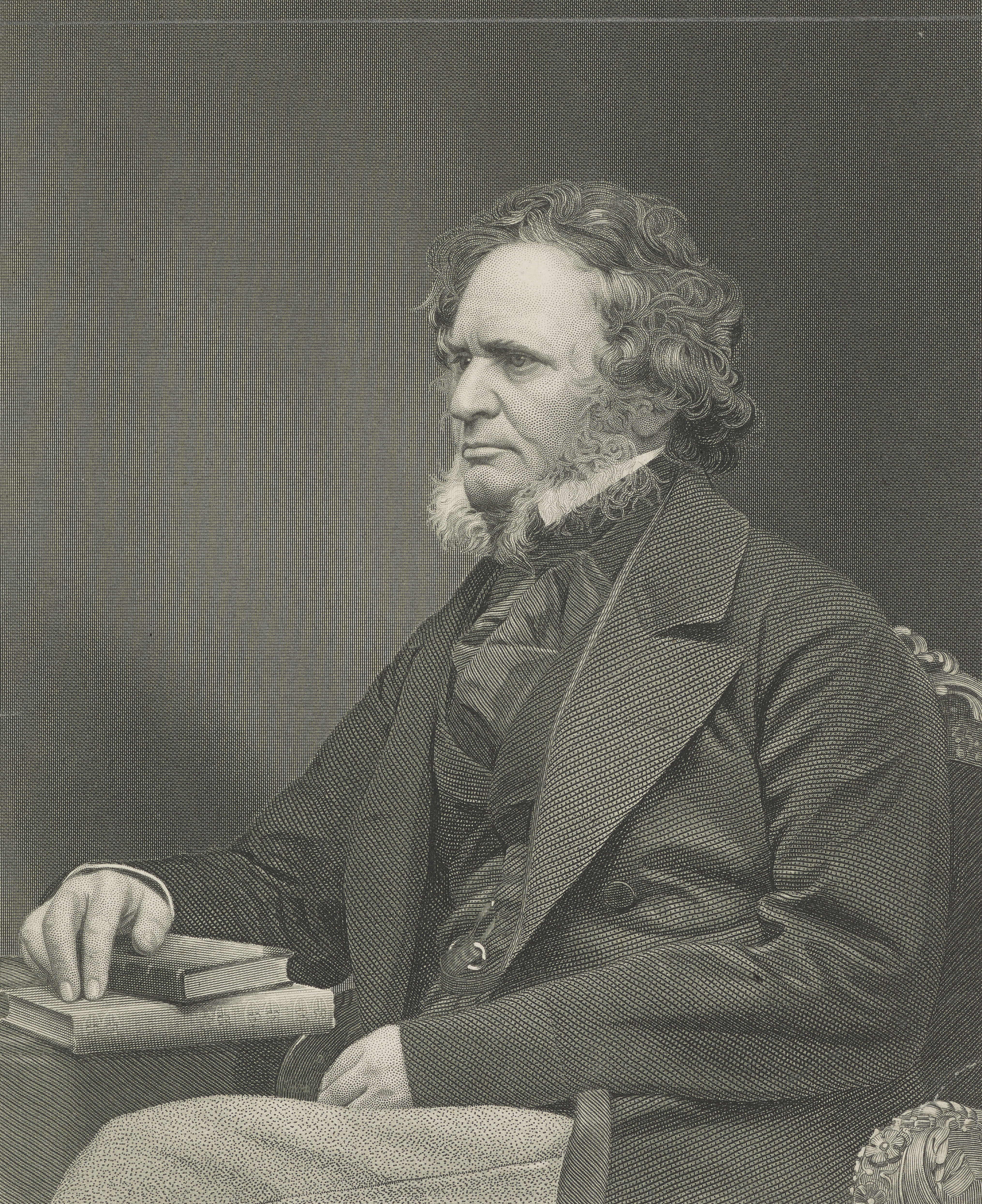
Lord Derby in una fotografia d'epoca. Il Marchese di Salisbury diede le proprie dimissioni dal suo governo in segno di protesta contro la proposta della riforma parlamentare

Il 23 febbraio il Visconte Cranborne protestò nel Gabinetto di governo ed il giorno successivo confrontò i dati di Baxter con quelli del censimento, dimostrando come Disraeli avesse pianificato l'estensione del voto sulla base dell'aumento dei voti a proprio favore. Baxter infatti non aveva preso in considerazione le differenze tra i villaggi ed i quartieri più piccoli sotto i 20.000 abitanti, dove la franchigia per i tassati avrebbe favorito di più la classe lavoratrice che i proprietari terrieri, favorendo indirettamente dunque chi avesse cavalcato questa filosofia politica. Il Visconte Cranborne era intenzionato ad inviare a lord Derby le proprie dimissioni con i risultati dei suoi studi, ma su suggerimento di lord Carnarvon egli si risolse prima ad esporre le proprie idee al Gabinetto di governo, che venne convocato il 25 febbraio.
Quando il Visconte Cranborne entrò nell'incontro di Gabinetto il 25 febbraio "con una montagna di carte tra le mani", iniziò a leggere i risultati delle statistiche, ma venne interrotto da lord Stanley che gli disse che il Gabinetto aveva già sufficientemente analizzato la questione. Il giorno successivo si tenne un'altra riunione ove Cranborne si riservò di dire il minimo possibile nella sua posizione ed il Gabinetto si risolse ad adottare il documento di Disraeli e ad approvarlo nel giro di una settimana. Il 28 febbraio ebbe luogo un incontro del Carlton Club, con la maggioranza dei 150 membri presenti a supporto di Derby e Disraeli. A questo punto il Visconte di Cranborne "annunciò la propria intenzione di dimettersi... e a questo punto Carnarvon ed il generale Peel decisero di seguire con evidente riluttanza il suo esempio". John Manners osservò come il Visconte Cranborne "fosse rimasto irremovibile". Derby accolse tale notizia dicendo "il Partito è rovinato!" e fu a quel punto che Peel, rivolgendosi a Cranborne, disse: "Lord Cranborne, sentite ciò che dice Lord Derby?", ma Cranborne ignorò tale frase e con gli altri ministri dimissionari abbandonò la stanza. Il discorso di commiato di lord Cecil venne accolto con molto sostegno e Carnarvon osservò come esso fosse stato "moderato e di buon gusto - una giustificazione sufficiente per noi che abbiamo abbandonato i nostri incarichi in segno di rottura con la politica del Gabinetto di governo".
Disraeli introdusse l'atto il 18 marzo ed estese il suffragio a tutti quanti pagassero le rate nello stesso luogo per due anni consecutivi di residenza, ai laureati ed a quanti avevano una propria professione, o a quanti avessero almeno 50 sterline in fondi governativi o presso la Banca d'Inghilterra. Il 15 luglio di quell'anno ebbe luogo la lettura ufficiale in pubblico dell'atto ed il Visconte Cranborne fece il proprio primo discorso pubblico dopo l'approvazione che, a detta del suo biografo Andrew Roberts fu "una delle più grandi orazioni tra i discorsi parlamentari di tutti i tempi". Nel discorso il visconte rimarcò come Disraeli "avesse ottenuto i voti che gli consentissero di giungere al suo incarico, opinione della quale appena raggiunta la sua sede si dimenticò immediatamente... Egli si prodigò per disertare queste opinioni nel momento cruciale per dare spazio al potere dei suoi campioni governativi". Disraeli gli rispose con un discorso analogo, nel quale definì il Visconte Cranborne "un uomo molto intelligente che ha fatto un gran pasticcio".

### Pari d'Inghilterra all'opposizione

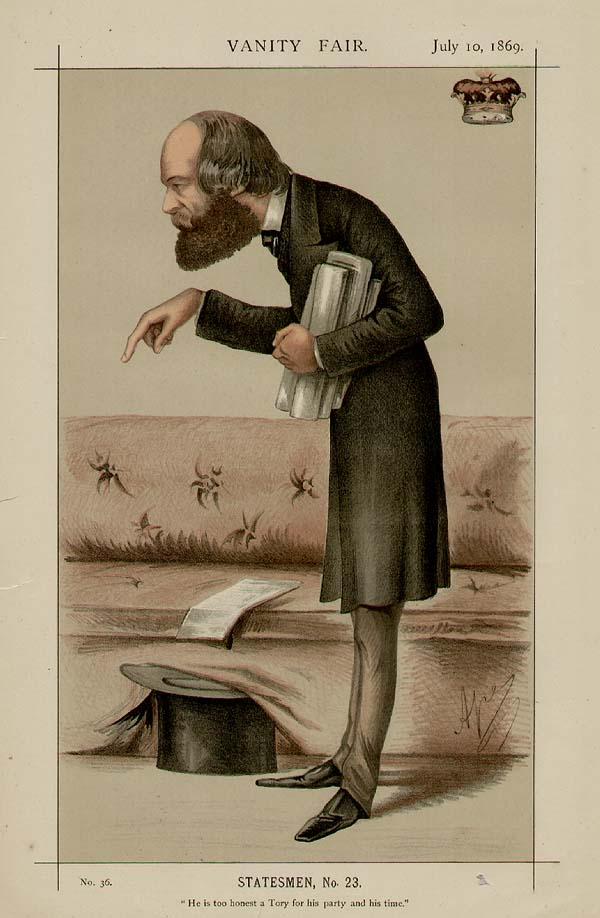
Robert, marchese di Salisbury in una caricatura di Carlo Pellegrini pubblicata su Vanity Fair, 1869

Dopo il suo abbandono del governo, Robert Cecil passò all'opposizione e nel 1868, alla morte di suo padre, ereditò il marchesato di Salisbury, divenendo membro della Camera dei Lords. Dal 1868 al 1871 gli fu consigliere della Great Eastern Railway.

### Segretario di Stato per l'India
Egli tornò al governo nel 1874, prestando servizio ancora una volta come Segretario di Stato per l'India nel governo di Benjamin Disraeli, e come ambasciatore e ministro plenipotenziario alla Conferenza di Costantinopoli del 1876. Il Marchese di Salisbury gradualmente iniziò a sviluppare buone relazioni con Disraeli, uomo che precedentemente gli era inviso.
Durante una seduta del Gabinetto di Governo del 7 marzo 1878, si aprì la discussione sulla possibile occupazione di Mitilene. Lord Derby registrò nel suo diario che "Di tutti i presenti, il Marchese di Salisbury era il più concretamente convinto dell'agire: egli parlò della nostra posizione attuale e del rischio di venire umiliati"

### Segretario degli Esteri
Nel 1878, il Marchese di Salisbury succedette a lord Derby alla carica di Segretario degli Esteri, giusto in tempo per aiutare ad ottenere per il Regno Unito una "pace con onore" al Congresso di Berlino. Per questa sua opera di mediazione delicata venne ricompensato con l'Ordine della Giarrettiera.

### Leader dell'opposizione: 1881–1885
A seguito della morte di Disraeli nel 1881, i Conservatori entrarono in periodo di crisi interna. Il Marchese di Salisbury divenne il capo del Partito Conservatore alla Camera dei Lords, anche se non tenne le redini di tutto quanto il partito. Ebbe pertanto degli scontri col leader dei conservatori alla Camera dei Comuni, Sir Stafford Northcote, uno scontro dal quale il Marchese Salisbury uscì trionfatore.

#### IlReform Actdel 1884
Nel 1884 il primo ministro Gladstone introdusse un Reform Bill che avrebbe voluto espandere il suffragio a due milioni di lavoratori rurali. Il Marchese di Salisbury e sir Northcote si accordarono su una linea comune da adottare e cioè che un qualsiasi Reform Bill sarebbe stato accettato solo qualora fosse stata introdotta una misura parallela di redistribuzione. In un discorso alla Camera dei Lords, il Marchese di Salisbury disse: "Ora non ha senso consultare quelle persone, in quanto non avrebbero alcuna nozione di quanto sta succedendo alle prossime elezioni e personalmente sento che tendono a vederci come guardiani dei loro interessi, così che il popolo possa rivolgersi ancora al governo per vedere esaudite le proprie necessità". I Lords rigettarono pertanto il documento ed il parlamento lo prorogò per altre dieci settimane. Scrivendo al canonico Malcolm MacColl, il Marchese di Salisbury credeva che le proposte di Gladstone di riforma senza ridistribuzione volessero indicare "l'assoluto disfacimento del partito conservatore. Questa convinzione... mi rende molto facile individuare una posizione di grande rischio". All'incontro del Carlton Club il 15 luglio, il Marchese di Salisbury annunciò i propri piani per far introdurre al governo una legge di ridistribuzione sul documento, sottintendendo che questa sarebbe stata l'unica linea nella quale egli avrebbe proceduto e in caso di mancato supporto egli avrebbe abbandonato la guida del partito. Anche se non mancarono i dissensi, il Marchese riuscì ad avere con sé il sostegno del partito.
Il Marchese di Salisbury scrisse a lady John Manners il 14 giugno che egli non reputava rilevante la questione riguardante il suffragio universale "ma quando ho detto che i miei uomini di fiducia sono cittadini capaci, mi sembra ridicolo non dire che le donne ben educate non siano altrettanto capaci".
Il 21 luglio si tenne un grande incontro pubblico sulla riforma ad Hyde Park. Il Marchese di Salisbury rilasciò un'intervista al The Times dove riportava come "l'impiego della folla come uno strumento di polizia pubblica è una prova di tendenze di sinistra". Il Marchese di Salisbury disse anche che le riforme che Gladstone era intenzionato a far approvare erano come un "pianto" per deflettere l'attenzione della popolazione alle prossime elezioni dai veri problemi del paese che si riscontravano in mancate politiche economiche e relazioni estere. Cecil ribadì che la Camera dei Lords col suo voto stava solo proteggendo la costituzione britannica: "Non mi importa se questa Camera è ereditaria o no, vedo che nel corso dei secoli questo organismo non ha mai alterato la forza del proprio potere e non è influenzata dal partito di predominanza al momento". Il 9 agosto di quell'anno a Manchester più di 100.000 persone si recarono al discorso pubblico di lord Salisbury.
Gladstone a questo punto, spinto da una forte propaganda, decise di scendere ad un compromesso coi conservatori, introducendo una parziale ridistribuzione e quando anche la regina tentò senza successo di persuadere lord Salisbury ad accettare il compromesso, egli scrisse al reverendo James Baker il 30 ottobre: "I politici sono diversi dagli altri umani in questa caratteristica, che nessuno li vuole intenzionalmente compiacere, ma nessuno è capace di lasciarli". L'11 novembre avvenne la terza lettura alle camere del documento ed il giorno successivo, dopo un incontro dei capi del partito conservatore, lord Salisbury venne scavalcato dai suoi nell'accettare il compromesso. Il 13 febbraio il Marchese di Salisbury rigettò l'idea di MacColl di incontrarsi con Gladstone, dal momento che egli credeva che Gladstone non fosse realmente ben disposto a negoziare. Il Carlton Club si riunì a discutere della situazione, e la figlia del Marchese di Salisbury scrisse a tal proposito:
I tre arcieri Cairns, Richmond e Carnarvon dichiararono a gran voce che non avrebbero accettato alcun compromesso e che era assurdo persino che un governo pensasse di concedere un'immagine simile. La discussione, giunta a questo livello (un livello molto alto) entrò Arthur [Balfour] con un esplicito discorso dettato da G.O.M. ad Hartington. Ottennero ciò che volevano ed il sentimento di mio padre fu addirittura sopra le righe perché mai si sarebbe atteso di ottenere tanto.
Malagrado le controversie passate, l'incontro tra Liberali e Conservatori che si tenne poco dopo a Downing Street fu amichevole. Lord Salisbury ed il liberale Sir Charles Dilke dominarono la discussione coi loro studi sui possibili effetti dell'approvazione delle riforme. Dopo uno degli ultimi incontri il 26 novembre, Gladstone disse al suo segretario che "Lord Salisbury, il quale sembra monopolizzare tutto quanto viene detto dalla sua compagine politica, non ha rispetto per la tradizione. Comparato a lui potrei definirmi più conservatore io. Essi hanno un sacco di questioni in sospeso, una minoranza in parlamento, difficoltà nella questione irlandese e la questione va a ridursi a qualche membro della costituente". L'atto venne infine approvato.

### Primo Ministro: 1885–1886

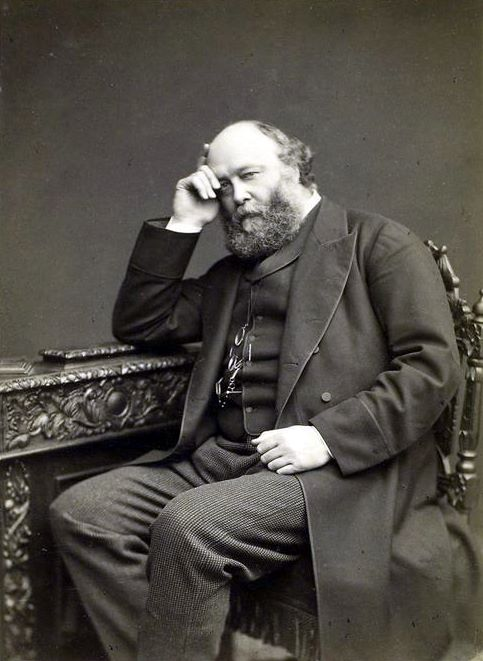
Il Marchese di Salisbury fotografato nel 1886

Robert Gascoyne-Cecil divenne Primo Ministro di un'amministrazione di minoranza dal 1885 al 1886.
Nel novembre del 1883 al National Review il Marchese di Salisbury aveva scritto un articolo dal titolo "Il duello dei lavoratori e degli artigiani" nel quale evidenziava come le pessime condizioni degli insediamenti della classe lavoratrice fossero ingiuriosi alla loro moralità ed alla loro salute. Il Marchese di Salisbury evidenziò anche come il Laissez-faire sia un'ammirabile dottrina ma deve essere applicata da entrambe le parti", dal momento che il Parlamento aveva avviato si dei nuovi progetti di costruzione (come ad esempio il Thames Embankment) per stabili ove accogliere la classe lavoratrice, ma nel contempo lo stesso parlamento doveva ritenersi responsabile di aver "ammassato la popolazione ancora più strettamente": "...centinaia di famiglia hanno una sola stanza in cui vivere dove dormire, mangiare, moltiplicarsi e dormire... È difficile esagerare la miseria delle condizioni in cui essi vivono. La depressione del corpo e della mente portano a brutte idee". La Pall Mall Gazette commentò queste parole definendo il marchese di Salisbury come un nocchiero che naviga "nelle torbide acque del socialismo statale"; il Manchester Guardian commentò l'articolo definendolo come una declamazione di "socialismo statale puro e semplice", mentre il The Times prese una posizione più morbida definendo lord Salisbury come un politico "in favore del socialismo statale". Nel luglio 1885 Housing of the Working Classes Bill venne introdotta da Cross alla Camera dei Comuni e Salisbury la portò a quella dei Lords. Quando Lord Wemyss criticò l'atto definendolo come un "sovvertire lo spirito di indipendenza e autogoverno del popolo, distruggere la fibra morale della nostra razza con l'anaconda del socialismo statale", il Marchese di Salisbury rispose: "Non ho intenzione di affiliarmi al socialismo, ma solo di agganciarmi a quei nobili principi che sono la filantropia e la religione".
Malgrado questa discussione la compagine di governo ebbe la maggioranza per breve tempo e si spaccò notevolmente sulla questione dell'autogoverno dell'Irlanda, fatto che nel 1886 riportò al governo i Liberali.

### Primo Ministro: 1886–1892
Dopo l'ennesimo ed immediato crollo dei liberali di Gladstone, nuove elezioni riportarono al governo il Marchese di Salisbury come Primo Ministro. Nel 1889 il Marchese convocò il London County Council e nel 1890 permise a quest'ultimo di costruire nuove case per i lavoratori. Ad ogni modo non mancarono gli scontri in quanto nel novembre del 1894 egli dichiarò che il London County Council "è il luogo ove si tentano esperimento collettivisti e socialisti. È il luogo ove il nuovo spirito rivoluzionario fraternizza con gli strumenti e con le braccia di tutti".
Lord Salisbury causò nuove controversie nel 1888 dopo che Gainsford Bruce aveva vinto le elezioni suppletive nel collegio di Holborn per gli Unionisti, battendo il liberale conte Compton. Bruce aveva vinto le elezioni con una piccola maggioranza rispetto a quanto Francis Duncan aveva ottenuto per gli unionisti nel 1885. Lord Salisbury spiegò la situazione in un discorso tenutosi ad Edimburgo il 30 novembre di quell'anno: "Ma persino il colonnello Duncan si era opposto ai negri, e per quanti progressi possa fare la mente umana e quanti pregiudizi noi possiamo farci, dubito fortemente che avremo il coraggio di nominare in una costituente britannica un negro a rappresentarla... Sto parlando terra terra con un linguaggio colloquiale dal momento che immagino che non fosse solo un problema di colore della pelle, ma la questione è che è di un'altra razza". Il "negro" in questione era Dadabhai Naoroji, un indiano. I commenti di lord Salisbury vennero criticati dalla Regina e dai Liberali i quali credevano si opponevano alla visione di Cecil il quale ribadiva fortemente che solo un uomo bianco e britannico possa essere chiamato a rappresentare una costituente britannica. Tre settimane dopo lord Salisbury tenne un discorso a Scarborough, dove disse che "la parola "nero" non necessariamente implica un contenzioso. Così come una dottrina può sembrare un insulto per una gran parte della razza umana.. la popolazione che ha combattuto a Suakin e quanti si sono sacrificati per averla ora sono irretiti di fronte a tali affermazioni. I conquistati sono tra le tribù migliori al mondo, eppure molti di loro sono neri come il mio cappello". Continuò il marchese "questo genere di candidature sono incongruenti e insensate. La Camera dei Comuni britannica, con le sue tradizioni è una macchina troppo peculiare e troppo delicata per comprendere chi non sia nato in queste isole". Naoroji venne eletto in rappresentanza di Finsbury nel 1892 e lord Salisbury gli propose subito di divenire Governatore dell'Imperial Institute per tenerlo al di fuori dalle questioni politiche. Naoroji accettò.
Il governo del Marchese di Salisbury, inoltre, passò il Naval Defence Act 1889 che facilitò la spesa di altri 20.000.000 di sterline per la Royal Navy da spalmarsi nei successivi quattro anni. Questa fu la più grande espansione della marina in tempo di pace di tutti i tempi: vennero realizzate 10 nuove navi da battaglia, 38 nuovi incrociatori, 18 nuove torpediniere e quattro cannoniere. Tradizionalmente (sin dalla Battaglia di Trafalgar) l'Inghilterra aveva posseduto una grandiosa marina che le permetteva di tenere alto l'onore coloniale britannico. Si ha ragione di credere che tale necessità fosse dettata dal profilarsi di futuri conflitti che avrebbero coinvolto le maggiori potenze navali dell'epoca.

### Leader dell'opposizione: 1892–1895
Dopo le elezioni generali del 1892, Balfour e Chamberlain si augurarono di riuscire a portare avanti il programma delle riforme sociali già stilato al quale lord Cecil era contrario. Quanto i Liberali e i Nazionalisti Irlandesi (che erano la maggioranza nel nuovo parlamento) votarono con successo contro il nuovo governo, lord Salisbury rassegnò le proprie dimissioni da premier il 12 agosto. Il suo segretario privato scrisse che lord Cecil "aveva mostrato una gioia "indecente" per la cessione del suo incarico ".
Il Marchese di Salisbury finì dunque nuovamente all'opposizione e, in un articolo del novembre di quell'anno al National Review intitolato ‘Revisione costituzionale’, disse che il nuovo governo pur ottenendo la maggioranza dei voti in Inghilterra e Scozia, non aveva mandato per governare in quanto non poteva cambiare l'organico del governo surclassando il parere della Camera dei Lords. I Lords bocciarono l'Home Rule Bill con 419 voti contrari e 41 favorevoli nel settembre del 1893 e le elezioni generali del 1895 riportarono gli unionisti al governo.

### Primo Ministro: 1895–1902

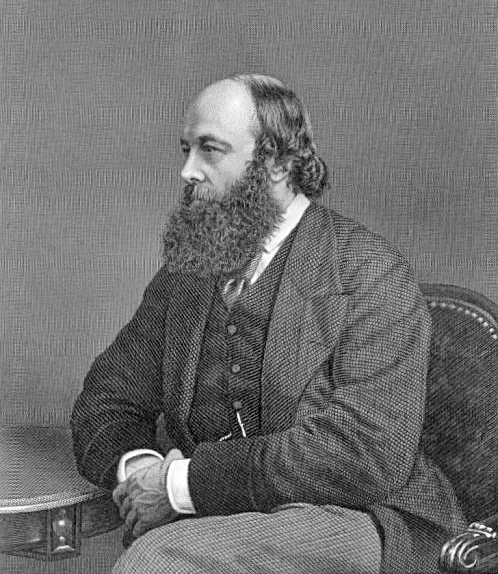
Lord Salisbury in una litografia

Dopo il crollo del governo liberale, lord Salisbury tornò nuovamente al governo con la carica di Primo Ministro ma la sua attenzione continuò ad essere rivolta innanzitutto alla politica estera. Per gran parte del tempo che trascorse con la carica di Primo Ministro, infatti, egli non occupò contestualmente anche la carica di First Lord of the Treasury, incarico tradizionalmente riservato ai primi ministri, ma preferì invece quello di Segretario di Stato per gli affari esteri e del Commonwealth. Con questo incarico egli fu in grado di giostrare accuratamente gli affari di politica estera del Regno Unito, inaugurando la famosa politica nota come "splendido isolamento". Tra gli importanti eventi di questa sua premiership ricordiamo la partizione dell'Africa, culminata nella Crisi di Fashoda e nella Seconda guerra anglo-boera.
Nel 1892, inoltre, la Regina Vittoria offrì al Marchese di Salisbury il titolo di Duca (come già aveva fatto nel 1886) ma egli rifiutò l'offerta adducendo i costi proibitivi dello stile di vita di un Duca rispetto alle sue finanze.

### Ultimi anni e morte
L'11 luglio 1902 la sua salute iniziò a peggiorare a seguito della morte della moglie e pertanto il Marchese di Salisbury diede le proprie dimissioni. Gli succedette il nipote, Arthur James Balfour.
Il Marchese di Salisbury morì il 22 agosto 1903 nella sua residenza, lasciando agli eredi un patrimonio stimato in 310.336 sterline.

## Discendenza
Dal matrimonio tra Lord Salisbury e Georgina Alderson nacquero:
- Lady Beatrix Gascoyne-Cecil (11 aprile 1858–27 aprile 1950), sposò William Palmer, II conte di Selborne, ebbero quattro figli;
- Lady Gwendolyn Gascoyne-Cecil (28 luglio 1860–28 settembre 1945);
- James Gascoyne-Cecil, IV marchese di Salisbury (23 ottobre 1861–4 aprile 1947);
- William Gascoyne-Cecil (9 marzo 1863–23 giugno 1936);
- Robert Cecil (14 settembre 1864–24 novembre 1958), poi I visconte Cecil di Chelwood;
- Lady Fanny Gascoyne-Cecil (1865–24 aprile 1867);
- Lord Edward Cecil (12 luglio 1867–13 dicembre 1918);
- Lord Hugh Cecil (14 ottobre 1869–10 dicembre 1956), poi I barone Quickswood.

## Ascendenza
|                                                  |                 |                                      | Genitori                                |  |  | Nonni |  |  | Bisnonni                           |  |  | Trisnonni                         |  |
|                                                  |                 |                                      |                                         |  |  |       |  |  | James Cecil, VI conte di Salisbury |  |  | James Cecil, V conte di Salisbury |  |
|                                                  |                 |                                      |                                         |  |  |       |  |  | James Cecil, VI conte di Salisbury |  |  | James Cecil, V conte di Salisbury |  |
|                                                  |                 | Anne Tufton                          |                                         |  |  |       |  |  | James Cecil, VI conte di Salisbury |  |  |                                   |  |
| James Cecil, I marchese di Salisbury             |                 |                                      |                                         |  |  |       |  |  | James Cecil, VI conte di Salisbury |  |  |                                   |  |
|                                                  |                 | Elizabeth Keet                       | Edward Keet                             |  |  |       |  |  |                                    |  |  |                                   |  |
|                                                  |                 | Elizabeth Keet                       | Edward Keet                             |  |  |       |  |  |                                    |  |  |                                   |  |
|                                                  |                 | Elizabeth Keet                       | Mary Moate                              |  |  |       |  |  |                                    |  |  |                                   |  |
| James Gascoyne-Cecil, II marchese di Salisbury   |                 | Elizabeth Keet                       |                                         |  |  |       |  |  |                                    |  |  |                                   |  |
|                                                  |                 | Wills Hill, I marchese del Downshire | Trevor Hill, I visconte Hillsborough    |  |  |       |  |  |                                    |  |  |                                   |  |
|                                                  |                 | Wills Hill, I marchese del Downshire | Trevor Hill, I visconte Hillsborough    |  |  |       |  |  |                                    |  |  |                                   |  |
|                                                  |                 | Wills Hill, I marchese del Downshire | Mary Rowe                               |  |  |       |  |  |                                    |  |  |                                   |  |
| Mary Emily Hill                                  |                 | Wills Hill, I marchese del Downshire |                                         |  |  |       |  |  |                                    |  |  |                                   |  |
|                                                  |                 | Margaretta FitzGerald                | Robert FitzGerald, XIX conte di Kildare |  |  |       |  |  |                                    |  |  |                                   |  |
|                                                  |                 | Margaretta FitzGerald                | Robert FitzGerald, XIX conte di Kildare |  |  |       |  |  |                                    |  |  |                                   |  |
|                                                  |                 | Margaretta FitzGerald                | Mary O'Brien                            |  |  |       |  |  |                                    |  |  |                                   |  |
| Robert Gascoyne-Cecil, III marchese di Salisbury |                 | Margaretta FitzGerald                |                                         |  |  |       |  |  |                                    |  |  |                                   |  |
|                                                  | Bamber Gascoyne | Crisp Gascoyne                       |                                         |  |  |       |  |  |                                    |  |  |                                   |  |
|                                                  | Bamber Gascoyne | Crisp Gascoyne                       |                                         |  |  |       |  |  |                                    |  |  |                                   |  |
|                                                  | Bamber Gascoyne | Margaret Bamber                      |                                         |  |  |       |  |  |                                    |  |  |                                   |  |
| Bamber Gascoyne                                  | Bamber Gascoyne |                                      |                                         |  |  |       |  |  |                                    |  |  |                                   |  |
|                                                  |                 | Mary Greene                          | Isaac Greene                            |  |  |       |  |  |                                    |  |  |                                   |  |
|                                                  |                 | Mary Greene                          | Isaac Greene                            |  |  |       |  |  |                                    |  |  |                                   |  |
|                                                  |                 | Mary Greene                          | Mary Aspinwall                          |  |  |       |  |  |                                    |  |  |                                   |  |
| Frances Gascoyne                                 |                 | Mary Greene                          |                                         |  |  |       |  |  |                                    |  |  |                                   |  |
|                                                  |                 | Chase Price                          | John Price                              |  |  |       |  |  |                                    |  |  |                                   |  |
|                                                  |                 | Chase Price                          | John Price                              |  |  |       |  |  |                                    |  |  |                                   |  |
|                                                  |                 | Chase Price                          | Elizabeth Chace                         |  |  |       |  |  |                                    |  |  |                                   |  |
| Sarah Price                                      |                 | Chase Price                          |                                         |  |  |       |  |  |                                    |  |  |                                   |  |
|                                                  |                 | Susan Glanvile                       | William Glanville                       |  |  |       |  |  |                                    |  |  |                                   |  |
|                                                  |                 | Susan Glanvile                       | William Glanville                       |  |  |       |  |  |                                    |  |  |                                   |  |
|                                                  |                 | Susan Glanvile                       | Bridget Raymond                         |  |  |       |  |  |                                    |  |  |                                   |  |
|                                                  |                 | Susan Glanvile                       |                                         |  |  |       |  |  |                                    |  |  |                                   |  |